# Paul Elvstrøm
Paul Bert Elvstrøm, född 25 februari 1928 i Köpenhamn, död 7 december 2016 i Hellerup, var en dansk seglare och båtkonstruktör. 
Elvström tog fyra OS-guld (1948, 1952, 1956 och 1960). Han var den första att vinna guld i fyra OS i rad; sedan dess har Al Oerter och Carl Lewis tangerat Elvströms rekord. Birgit Fischer hade efter OS 2004 tagit guld i fem OS i rad (totalt guld i sex OS).
Elvstrøm deltog i tornado-klassen vid OS 1984 och 1988 tillsammans med dottern Trine Elvstrøm-Myralf; de hamnade på en 4:e plats 1984 och en 15:e 1988. Dessutom deltog Elvstrøm i OS 1968 och 1972. De sammanlagt åtta OS-turneringarna är tangerat rekord.
Elvstrøm vann också VM 15 gånger och EM åtta gånger, i åtta respektive fyra klasser.
1996 utsågs Paul Elvstrøm till århundradets danske idrottare.

## Utmärkelser
- Riddare av Dannebrogorden,  1985[5]

[Redigera Wikidata]